# Renault Fluence
O Fluence é um sedan de porte médio da Renault apresentado em 2009. para substituir o Renault Megane Sedan foi vendido no Brasil desde 2011 até 2018 nas versões Expression 1.6 16v (115 cv, manual de 5 marchas), Dynamique 2.0 16v (143cv, câmbio manual de 6 marchas ou CVT), Privilège 2.0 16v (CVT), GT Line 2.0 16v (CVT) e GT 2.0 Turbo (180 cv, manual de 6 marchas).

## Concept
Em 2004, a Renault apresentou um conceito coupé de 2 + 2, chamado Fluence e desenhado pelo então designer Renault Patrick le Quément, com um comprimento semelhante ao da Renault Laguna. Foi exibido no dia 4 de junho de 2004 no Louis Vuitton Car Elegance Classic na Inglaterra e no Paris Motor Show de 2004. O Fluence usa faróis LED Valeo que estão inclinados de acordo com a posição do volante. Um aspecto engenhoso do design exterior do Fluence é a parte traseira em forma de V que dá acesso ao tronco de forma não convencional; um pistão articulado montado no centro da tampa do porta-malas desliza a parte de trás para o telhado. O interior do porta-malas é estofado com pano "Margaux Red" e tem um volume de 396 dm³. No interior, cada assento é fixado em um solo trilho; O apoio do braço nas portas também é fixado em um trilho, e são anexados ao ajuste dos assentos. O painel é semelhante ao do Renault Talisman. Tem um joystick para que o driver possa acessar diferentes funções do veículo e vê-los em uma tela LCD retrátil. Várias marcas, incluindo Michelin e Recaro, estiveram envolvidas com o desenvolvimento do Fluence. Por exemplo, a Michelin contribuiu com pneus com tecnologia PAX (similar a Runflat), as ferramentas BS fabricaram os 22 em rodas de liga leve aerodinâmicas, e a Recaro desenvolveu os assentos.

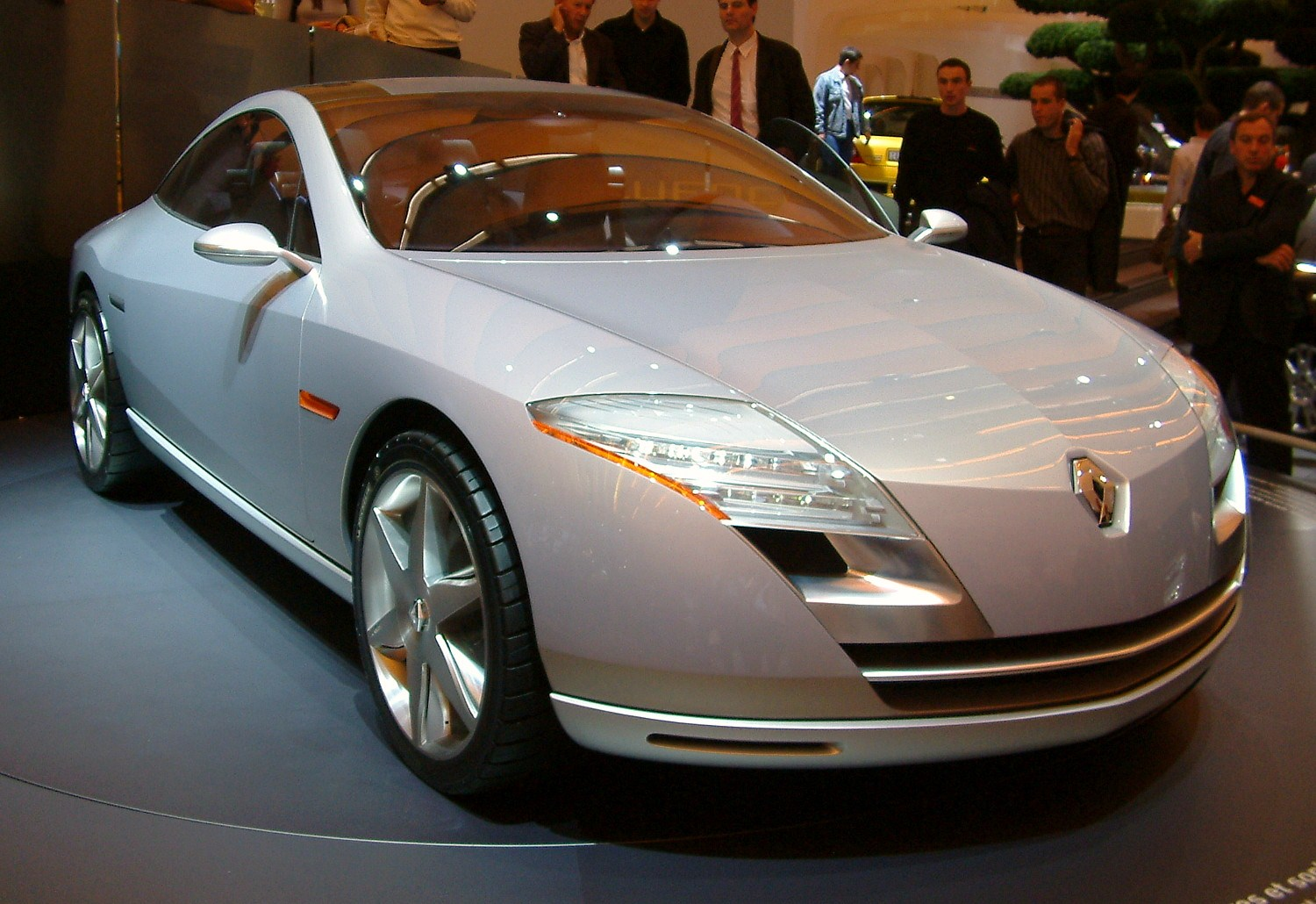
Renault Fluence Concept (2004)

## Competição
O veículo participa do  Campeonato Brasileiro de Marcas desde a temporada de 2015. Compete na categoria TC2000 desde 2011, conquistando até 2015 13 vitórias.[carece de fontes?]

## Fluence GT
Em novembro de 2012, a Renault apresentou uma nova versão, em parceria com engenheiros da Renault Sport da França, além de engenheiros do Brasil e da Argentina. O foco do projeto era oferecer o primeiro produto da Renault Sport desenvolvido fora da França para entusiastas e clientes que buscavam algo além dos sedãs intermediários disponíveis até aquela data para os mercados do Brasil e da Argentina, especialmente clientes que estavam dispostos a ter mais desempenho sem comprometer o orçamento do preço final.
Com base na versão Privilège, com todo o equipamento e conforto, a versão GT recebeu especial atenção na suspensão (molas e amortecedores) , motor e caixa de câmbio oferecidos no Megane RS para a Europa.
O motor é comercialmente designado TCe180 (Turbo Control Efficiency), que se refere à família de motores 2.0F4Rt ajustado para 132kW (180hp) a 5500rpm e 300Nm (30,6Kgfm) de torque a 2250rpm. Cilindros com diâmetro de 82,7mm e curso dos pistões de 93mm, com 1998cc de deslocamento. Taxa de compressão de 9,5: 1, injeção seqüencial de combustível multiponto. O motor pesa aprox. 164Kg e tem pistões, virabrequim e bielas reforçadas e válvulas de exaustão refrigeradas por nitrilo. O turbo é um Mitsubishi TD04-10T, wastegate twin-scroll para reduzir o atraso (turbo-lag).
A caixa de câmbio é um Pk04-17, manual, sincronizado de 3 eixos, acionado hidraulicamente com 6 velocidades que pesa 54 kg.
O interior recebeu um velocímetro digital, bancos esportivos em couro e pedais de alumínio.
Foi produzido de novembro de 2012 a julho de 2014 no projeto da fase 1. Mais tarde, houve um projeto da fase 2 designado Fluence GT2, mas oferecido apenas na Argentina.
Existem 3 cores externas disponíveis: "Branco Glacier" (sólido), "Vermelho Fogo" e "Preto Nacré" (ambas perolizadas).
O desempenho é declarado para 0-100 km / h em 8 segundos e a velocidade máxima limitada a 220 km / h.

## Versão elétrica
Renault revelou uma versão elétrica do Fluence no Salão Automóvel de Frankfurt de 2009. Este é um dos veículos do programa Renault Z.E. de veículos elétricos. No mesmo show, a empresa israelense Better Place anunciou o Renault Fluence Z.E. seria o primeiro carro elétrico com uma bateria comutável disponível na rede de estações de carregamento de troca de bateria que está se desenvolvendo em Israel. O Fluence Z.E está equipado com uma bateria de íon de lítio de 22 kWh que permite uma faixa total elétrica de 160 km (99 mi), com velocidades até 135 km / h (84 mph). Vendas do Fluence Z.E. estão programados para 2011 em Israel, Dinamarca e no resto da Europa, e para 2012 no resto do mundo, como a Ásia. No final de 2013, a Renault anunciou que o Fluence Z.E. deixaram de ser fabricados na Turquia. É produzido com o emblema da Renault Samsung apenas para a região da Ásia e do Pacífico.

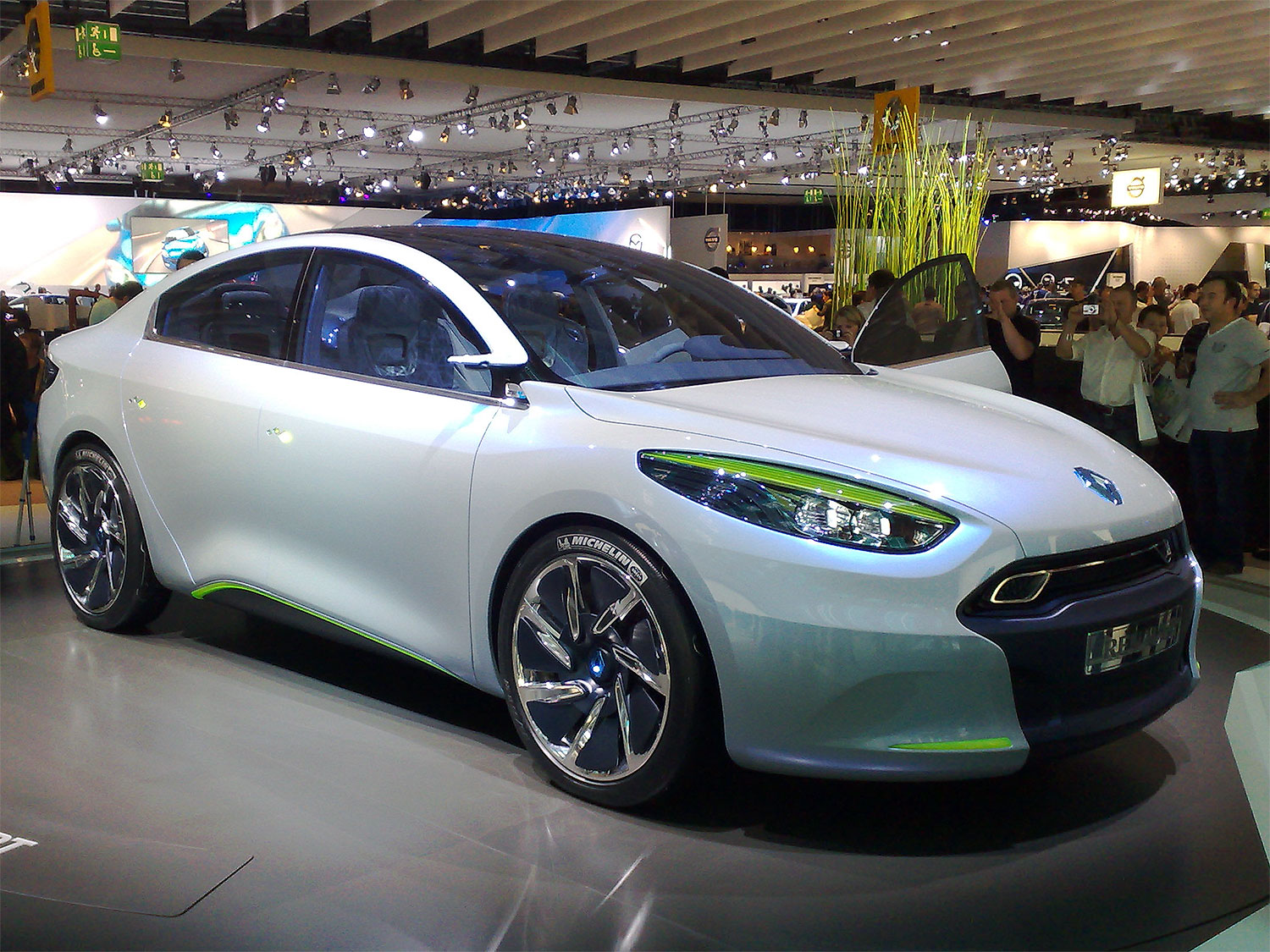
Fluence Z.E. Concept.

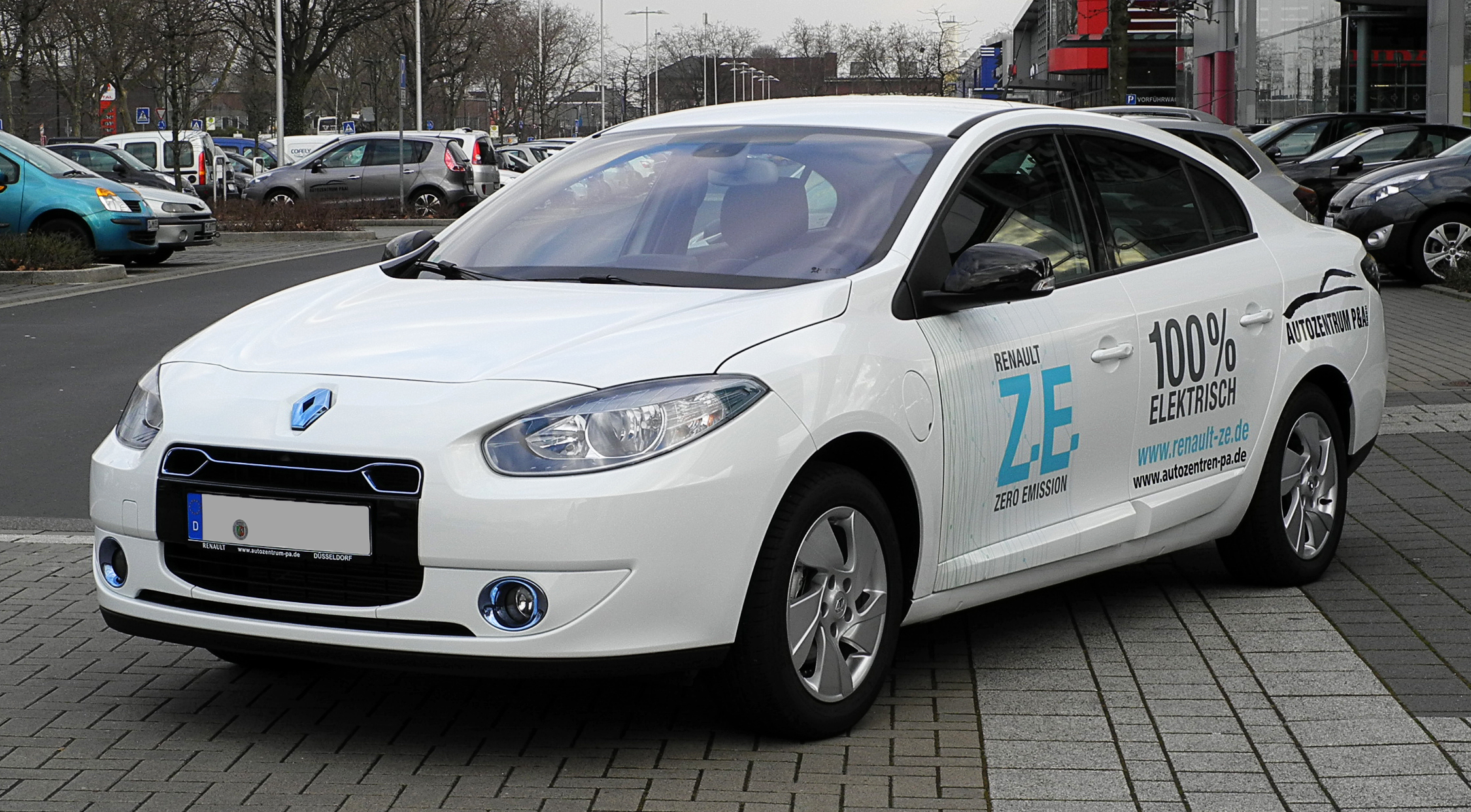
Renault Fluence Z.E